# Noruega nos Jogos Olímpicos de Inverno de 1972
A Noruega competiu nos Jogos Olímpicos de Inverno de 1972, realizados em Sapporo, Japão.